# Cyrtopodion scabrum
Espèce
Synonymes
- Stenodactylus scaber Heyden, 1827
- Cyrtodactylus basoglui Baran & Gruber, 1982

Statut de conservation UICN

 LC  : Préoccupation mineure
Cyrtopodion scabrum est une espèce de geckos de la famille des Gekkonidae.

## Répartition
Cette espèce se rencontre :
- en Égypte, au Soudan, en Éthiopie, en Érythrée ;
- en Turquie, en Israël, en Jordanie, en Arabie saoudite, en Oman, aux Émirats arabes unis, au Koweït, en Irak, en Iran, en Afghanistan, au Pakistan et en Inde.

Elle a été introduite au Texas aux États-Unis.

## Description
C'est un gecko nocturne plutôt gris, avec des taches plus sombres sur le dos, qui se transforment en bandes transversales sur la queue.

## En captivité
Cette espèce se rencontre en terrariophilie.

## Publication originale
- Heyden, 1827 : Atlas zu der Reise im nördlichen Afrika. I. Zoologie. Reptilien. H. L. Brönner, p. 1-24 (texte intégral).